# Acropoma japonicum
Acropoma japonicum Günther, 1859 è un pesce osseo di acqua salata appartenente alla famiglia Acropomatidae.

## Distribuzione e habitat
Proviene dall'oceano Pacifico e dall'oceano Indiano, in particolare dall'Australia e dal Giappone; il suo areale è comunque molto ampio e si estende fino all'Africa orientale. Predilige le zone con fondali fangosi o sabbiosi, e può spingersi anche a 500 m di profondità.

## Descrizione
Presenta un corpo compresso lateralmente, non particolarmente allungato e con gli occhi molto grandi. La colorazione varia dall'arancione rosato al grigio pallido. Presenta fotofori e raggiunge i 20 cm. Le pinne sono trasparenti; la pinna caudale è biforcuta, le due pinne dorsali sono piccole.

## Alimentazione
Si nutre di piccoli crostacei come copepodi, gamberi e Euphausiacea (Euphausia pacifica).

## Tassonomia
È la specie tipo del suo genere.

## Pesca
Talvolta si trova fresco in commercio.